# Molophilus taylorinus
Molophilus taylorinus är en tvåvingeart som beskrevs av Alexander 1936. Molophilus taylorinus ingår i släktet Molophilus och familjen småharkrankar. Inga underarter finns listade i Catalogue of Life.